# Maria di Valois (monaca)
Maria di Valois (Parigi, 24 agosto 1393 – Parigi, 19 agosto 1438) fu una principessa francese e priora del convento di Saint-Louis de Poissy.

## Biografia
Maria di Valois nacque nel Castello di Vincennes il 24 agosto 1393, sestogenita (e quarta figlia femmina) di Carlo VI di Francia e Isabella di Baviera.
La madre decise di consacrare la figlia a Dio e l'8 settembre 1397, all'età di quattro, la principessa fu inviata al convento di Possy, retto dalla zia, Maria di Borbone. Insieme a lei fu mandata Marie du Castel, figlia di Christine de Pizan, che descrive una gioiosa visita alla principessina nel 1400. Nel 1405 la madre Isabella e lo zio Luigi I di Valois-Orléans si recarono al convento per cercare di convincerla a rinunciare alla vita monastica per sposare il ventottenne Edoardo III di Bar. Marie declinò l'offerta, affermando che soltanto il re (all'epoca mentalmente instabile) avesse il potere di costringerla ad accettare. Pronunciò la professione solenne il 26 maggio 1408 e trascorse il resto della sua vita al convento, di cui divenne badessa. 
Morì di peste bubbonica durante una visita al Palais-Royal, il 19 agosto 1438, pochi giorni prima del suo quarantaquattresimo compleanno.

## Ascendenza
|                        |                       |                           | Genitori                  |  |  | Nonni |  |  | Bisnonni               |  |  | Trisnonni             |  |
|                        |                       |                           |                           |  |  |       |  |  | Giovanni II di Francia |  |  | Filippo VI di Francia |  |
|                        |                       |                           |                           |  |  |       |  |  | Giovanni II di Francia |  |  | Filippo VI di Francia |  |
|                        |                       | Giovanna di Borgogna      |                           |  |  |       |  |  | Giovanni II di Francia |  |  |                       |  |
| Carlo V di Francia     |                       |                           |                           |  |  |       |  |  | Giovanni II di Francia |  |  |                       |  |
|                        |                       | Bona di Lussemburgo       | Giovanni I di Lussemburgo |  |  |       |  |  |                        |  |  |                       |  |
|                        |                       | Bona di Lussemburgo       | Giovanni I di Lussemburgo |  |  |       |  |  |                        |  |  |                       |  |
|                        |                       | Bona di Lussemburgo       | Elisabetta di Boemia      |  |  |       |  |  |                        |  |  |                       |  |
| Carlo VI di Francia    |                       | Bona di Lussemburgo       |                           |  |  |       |  |  |                        |  |  |                       |  |
|                        |                       | Pietro I di Borbone       | Luigi I di Borbone        |  |  |       |  |  |                        |  |  |                       |  |
|                        |                       | Pietro I di Borbone       | Luigi I di Borbone        |  |  |       |  |  |                        |  |  |                       |  |
|                        |                       | Pietro I di Borbone       | Maria d'Avesnes           |  |  |       |  |  |                        |  |  |                       |  |
| Giovanna di Borbone    |                       | Pietro I di Borbone       |                           |  |  |       |  |  |                        |  |  |                       |  |
|                        |                       | Isabella di Valois        | Carlo di Valois           |  |  |       |  |  |                        |  |  |                       |  |
|                        |                       | Isabella di Valois        | Carlo di Valois           |  |  |       |  |  |                        |  |  |                       |  |
|                        |                       | Isabella di Valois        | Mahaut di Châtillon       |  |  |       |  |  |                        |  |  |                       |  |
| Maria di Valois        |                       | Isabella di Valois        |                           |  |  |       |  |  |                        |  |  |                       |  |
|                        | Stefano II di Baviera | Ludovico il Bavaro        |                           |  |  |       |  |  |                        |  |  |                       |  |
|                        | Stefano II di Baviera | Ludovico il Bavaro        |                           |  |  |       |  |  |                        |  |  |                       |  |
|                        | Stefano II di Baviera | Beatrice di Slesia-Glogau |                           |  |  |       |  |  |                        |  |  |                       |  |
| Stefano III di Baviera | Stefano II di Baviera |                           |                           |  |  |       |  |  |                        |  |  |                       |  |
|                        |                       | Isabella d'Aragona        | Federico III di Aragona   |  |  |       |  |  |                        |  |  |                       |  |
|                        |                       | Isabella d'Aragona        | Federico III di Aragona   |  |  |       |  |  |                        |  |  |                       |  |
|                        |                       | Isabella d'Aragona        | Eleonora d'Angiò          |  |  |       |  |  |                        |  |  |                       |  |
| Isabella di Baviera    |                       | Isabella d'Aragona        |                           |  |  |       |  |  |                        |  |  |                       |  |
|                        |                       | Bernabò Visconti          | Stefano Visconti          |  |  |       |  |  |                        |  |  |                       |  |
|                        |                       | Bernabò Visconti          | Stefano Visconti          |  |  |       |  |  |                        |  |  |                       |  |
|                        |                       | Bernabò Visconti          | Valentina Doria           |  |  |       |  |  |                        |  |  |                       |  |
| Taddea Visconti        |                       | Bernabò Visconti          |                           |  |  |       |  |  |                        |  |  |                       |  |
|                        |                       | Beatrice della Scala      | Mastino II della Scala    |  |  |       |  |  |                        |  |  |                       |  |
|                        |                       | Beatrice della Scala      | Mastino II della Scala    |  |  |       |  |  |                        |  |  |                       |  |
|                        |                       | Beatrice della Scala      | Taddea da Carrara         |  |  |       |  |  |                        |  |  |                       |  |
|                        |                       | Beatrice della Scala      |                           |  |  |       |  |  |                        |  |  |                       |  |